# Dalton (Mondkrater)
Dalton ist ein Einschlagkrater am nordwestlichen Rand der Mondvorderseite.
Er liegt südlich des benachbarten Kraters Balboa am westlichen Rand des Oceanus Procellarum.
Der Kraterwall ist terrassiert. Das Innere weist einen Zentralberg und Bruchstrukturen auf.
Der Krater wurde 1964 von der IAU nach dem britischen Chemiker John Dalton offiziell benannt.